# Laurence Stoddard
Laurence Stoddard, né le 22 décembre 1903 à New York et mort le 26 janvier 1997 à Bridgeport (Connecticut), est un rameur d'aviron américain.

## Palmarès

### Jeux olympiques
- Paris 1924
  -  Médaille d'or en huit[1].